# Francesc Masclans
Francesc Masclans i Girvès (1905 - 1999) fue un eminente botánico español. Su mayor obra fue la recopilación de las denominaciones populares de la flora de Cataluña.
Nace en el barrio de Sants de Barcelona el 4 de marzo de 1905, estudiando magisterio, aunque enseguida se consagra a la botánica. Después de ser deportado durante la guerra civil, en 1941 retorna a Barcelona y comienza una inagotable tarea de investigación científica. Oriol de Bolòs lo considera el padre de la etnobotánica de Cataluña.
Su obra pedagógica posee muchas guías introductorias al mundo vegetal.

## Obras destacables
- 1958: Guía para conocer los árboles
- 1963: Guía para conocer los arbustos y las lianas
- 1966: Flora del Segrià y de l’Urgell, en la planicie occidental catalana
- 1975: Los nombres catalanes de las setas.
- 1980: Comentarios sobre los nombres de los hongos.
- 1981: Los nombres de las plantas en los Países Catalanes.
- La abreviatura «Masclans» se emplea para indicar a Francesc Masclans como autoridad en la descripción y clasificación científica de los vegetales.[1]